# Pristimantis grandiceps
Pristimantis grandiceps är en groddjursart som först beskrevs av Lynch 1984.  Pristimantis grandiceps ingår i släktet Pristimantis och familjen Strabomantidae. IUCN kategoriserar arten globalt som otillräckligt studerad. Inga underarter finns listade i Catalogue of Life.